# کوینکو، شیلی
کوینکو، شیلی (به اسپانیایی: Coínco) یک سکونتگاه مسکونی در شیلی است که در Cachapoal Province واقع شده‌است.

## خصوصیات
کوینکو ۹۸٫۲ کیلومترمربع مساحت و ۶٬۷۰۹ نفر جمعیت دارد و ۳۳۶ متر بالاتر از سطح دریا واقع شده‌است.